# سیدیکی شریف
سیدیکی شریف (انگلیسی: Sidiki Cherif؛ زادهٔ ۱۵ دسامبر ۲۰۰۶) بازیکن فوتبال اهل گینه است که در پست وینگر برای باشگاه فوتبال آنژه بازی می‌کند. با اینکه او زادهٔ گینه است، اما تابعیت فرانسه را برای خود انتخاب کرده‌است.